# Агуна
Агуна  (груз. აგუნა) — в грузинській міфології — бог-покровитель виноградарства і виноробства. Агуна шанувався в Гурії та інших районах Грузії. Його благали про врожай і захист виноградників від граду.
Йому відповідали: в Рача і Лечхумі — Ангурі, в Мегрелії — Джуджелі.